# Massinha
Massinha, właśc. Benedito Aparecido dos Santos (ur. 7 września 1939 w São José do Rio Pardo) – piłkarz brazylijski, występujący na pozycji środkowego obrońcy.

## Kariera klubowa
Karierę piłkarską Massinha rozpoczął w Cruzeiro EC w 1959 roku. Z Cruzeiro czterokrotnie zdobył mistrzostwo stanu Minas Gerais – Campeonato Mineiro w 1959, 1960, 1961 i 1966 roku. W latach 1964–1965 występował we Vasco da Gama. Karierę zakończył w 1971 roku w Caldense Poços de Caldas.

## Kariera reprezentacyjna
W reprezentacji Brazylii Massinha zadebiutował 3 marca 1963 w zremisowanym 2-2 towarzyskim meczu z reprezentacją Paragwaju. Kilka dni później uczestniczył w Copa América 1963, na której Brazylia zajęła czwarte miejsce. Na turnieju wystąpił w trzech meczach z Peru, Kolumbią, Boliwią, który był jego ostatnim meczem w reprezentacji.